# Ariobarzanes III de Capadocia
Ariobarzanes III Eusebio Filirromano (en griego antiguo: Ἀριοϐαρζάνης Εὐσεϐής Φιλορώμαιος, romanizado: Ariobarzánēs Eusebḗs Philorṓmaios, lit. 'Pio, amante de lo romano'), rey de Capadocia, hijo de Ariobarzanes II, fue rey de Capadocia entre los años 51 a. C. y 42 a. C..

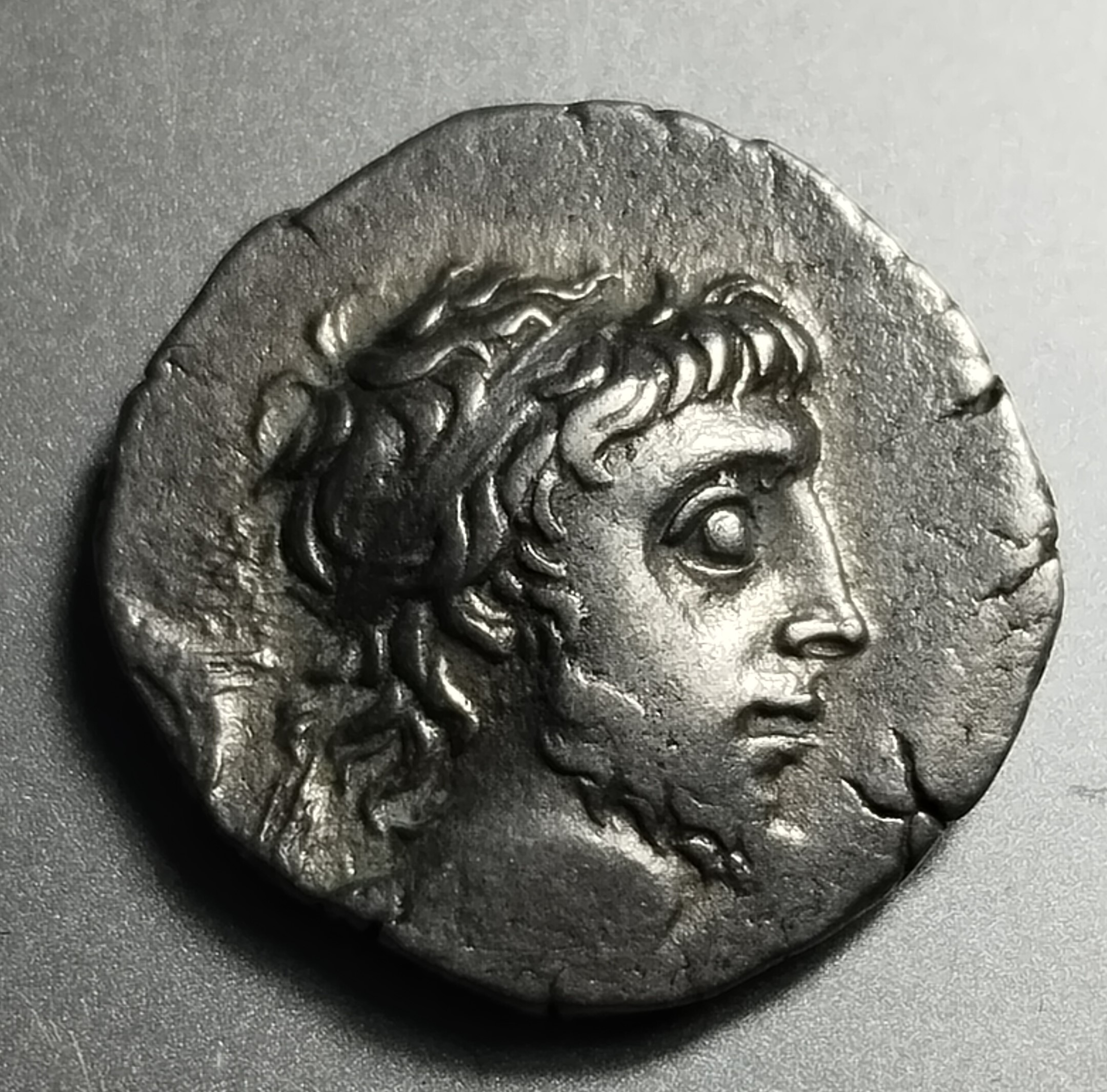
Busto de Ariobarzanes III en un dracma emitido en su nombre

El Senado romano le concedió la sucesión de su padre Ariobarzanes II Filopator. Se ganó la gratitud de Cicerón en su proconsulado en Cilicia. Cicerón reseñó que estaba rodeado de enemigos en la corte, incluida su madre.
Apoyó a Pompeyo en la segunda guerra civil de la República romana, pero fue mantenido en su puesto por Julio César, e incluso aumentó su territorio con la Pequeña Armenia, que le había sido arrebatada al gálata Deyotaro.
Bruto y Casio lo declararon traidor en 42 a. C., a causa de su oposición a nuevas intervenciones romanas en su reino. Tras esto invadieron Capadocia y le condenaron a muerte. Fue ejecutado por Casio, acusado de conspiración contra Roma.